# Chixi (sockenhuvudort)
Chixi (kinesiska: 赤溪) är en sockenhuvudort i Kina. Den ligger i provinsen Sichuan, i den sydvästra delen av landet, omkring 310 kilometer nordost om provinshuvudstaden Chengdu. Antalet invånare är 14 238. Befolkningen består av 6 969 kvinnor och 7 269 män. Barn under 15 år utgör 21,0 %, vuxna 15-64 år 69 %, och äldre över 65 år 9,0 %.
Runt Chixi är det ganska tätbefolkat, med 172 invånare per kvadratkilometer. Närmaste större samhälle är Yanshan, 3,2 km öster om Chixi. I omgivningarna runt Chixi växer i huvudsak blandskog.
Genomsnittlig årsnederbörd är 1 375 millimeter. Den regnigaste månaden är juli, med i genomsnitt 309 mm nederbörd, och den torraste är december, med 3 mm nederbörd.